# Eustácio Maleíno (século IX)
Eustácio Maleíno (em grego medieval: Εὐστάθιος Μαλεΐνος) foi um oficial bizantino do século IX.

## Vida
Eustácio nasceu por volta de 845 e seu pai era provavelmente Constantino e seu filho Eudócimo. Talvez era irmão ou pai de Nicéforo. Aparentemente teve uma carreira militar, pois foi descrito como distinto em assuntos militares. Não há certeza de quais títulos ocupou, mas talvez foi patrício e estratego.